# Luīze Šepte
Luīze Šepte (Ventspils, 8 ottobre 1999) è una cestista lettone.

## Carriera
Con la Lettonia ha disputato i Campionati europei del 2019.